# Ьмх
Ьмх (эквивалентен паровозам Ь, мх — механическая передача) — советские маневровые тепловозы (мотовозы), выпущенные к 1931 году в количестве двух штук и имевшие мощность по дизелю 300 л. с.

## История
В первой половине 1920-х годов Научно-технический комитет НКПС провёл исследования, по итогам которых пришёл к выводу, что применение дорогостоящей электрической передачи на маломощных тепловозах неоправданно и вместо неё следует применять механическую.
Требование о применении механической передачи было указано в заказе на два маневровых тепловоза, который НКПС СССР выдал немецкому заводу Krupp AG. В 1931 году на советские железные дороги поступили оба заказанных локомотива — Ьмх1 и Ьмх2. Из-за маломощности, в технической литературе их довольно скоро стали называть сперва локотракторами, а впоследствии уже мотовозами.
Первичным двигателем Ьмх являлся дизельный двигатель модели MAN мощностью 300 л. с., вращающий момент от которого через рессорную муфту (в отличие от Эмх3, где её не было) предавался на четырёхступенчатую коробку передач, далее через коническую зубчатую передачу (реверс) на отбойный вал, а от него через спарники уже на движущие колёса. Рабочая частота дизеля составляла от 350 до 850 об/мин, а скорости движения по ступеням были следующие: 1-я — 3,3—8,5 км/ч; 2-я — 6—14,6 км/ч; 3-я — 10,6—25,9 км/ч; 4-я — 18,2—45 км/ч. Коробка скоростей переключалась с помощью фрикционных муфт, имевших пневматический привод.
Один из тепловозов эксплуатировался на участке Москва — Кубинка (Московско-Белорусско-Балтийская железная дорога), где работал на манёврах и водил хозяйственные поезда. Затем тепловозы Ьмх были переведены в локомотивное депо Ашхабад, а в 1940 году, после проведения восстановительного ремонта, уже на Московско-Курскую железную дорогу, где работали на манёврах. О их дальнейшей судьбе ничего не известно.